# Haliaeetus pelagicus
L'aquila di mare di Steller (Haliaeetus pelagicus (Pallas, 1811)) è un grosso rapace diurno della famiglia degli Accipitridi (Accipitridae). Descritta per la prima volta da Peter Simon Pallas nel 1811, non presenta sottospecie riconosciute. È un'aquila dalla struttura robusta, con un piumaggio marrone scuro, ali e coda bianche, e becco e zampe gialli. Con un peso compreso tra 5 e 10 kg, è generalmente considerata l'aquila più pesante del mondo, sebbene in alcune misure standard possa essere superata dall'arpia (Harpia harpyja) e dall'aquila delle scimmie (Pithecophaga jefferyi). Le femmine sono più grandi dei maschi.
L'aquila di mare di Steller è endemica dell'Asia nord-orientale e si trova in Russia, Corea, Giappone, Cina e Taiwan. Vive nelle aree costiere e si nutre principalmente di pesci e uccelli acquatici. La penisola della Kamčatka, nell'Estremo Oriente russo, ospita una popolazione relativamente numerosa di questi uccelli, stimata in circa 4000 esemplari. L'aquila di mare di Steller è classificata come «vulnerabile» nella Lista Rossa delle specie minacciate dell'Unione Internazionale per la Conservazione della Natura (IUCN Red List).

## Tassonomia
Questa specie venne descritta per la prima volta dal naturalista prussiano Peter Simon Pallas nel 1811, che la chiamò Aquila pelagica. L'epiteto specifico deriva dal greco antico pelagos, che significa «mare aperto» o «oceano». Successivamente, il naturalista olandese Coenraad Jacob Temminck la denominò Falco leucopterus («aquila dalle ali bianche») nel 1824, mentre Heinrich von Kittlitz la chiamò Falco imperator nel 1832. George Robert Gray trasferì in seguito la specie nel genere Haliaeetus nel 1849.
L'Unione Internazionale degli Ornitologi (IOU) ha designato come nome comune ufficiale della specie «aquila di mare di Steller» (Steller's sea eagle), in onore del naturalista tedesco Georg Wilhelm Steller. È conosciuta anche come aquila pescatrice di Steller, aquila di mare del Pacifico o aquila dalle spalle bianche. In russo viene chiamata morskoi orel («aquila di mare»), pestryi morskoi orel («aquila di mare screziata») o beloplechii orlan («aquila dalle spalle bianche»); in giapponese ō-washi («grande aquila»); in coreano chamsuri («vera aquila»); e in mandarino hǔtóu hǎidiāo («aquila di mare dalla testa di tigre»).
Nel 1996, l'analisi del gene del citocromo b del DNA mitocondriale ha dimostrato che l'aquila di mare di Steller si separarò dalla linea evolutiva che diede origine all'aquila di mare testabianca (Haliaeetus leucocephalus) e all'aquila di mare codabianca (Haliaeetus albicilla) circa 3-4 milioni di anni fa. Tutte e tre queste specie sono caratterizzate da occhi, becco e zampe gialli, a differenza del loro parente più prossimo, l'aquila di mare di Pallas (Haliaeetus leucoryphus).
H. pelagicus è una specie monotipica, ma in passato veniva descritta una sottospecie distinta, H. p. niger, alla quale era attribuita una presunta popolazione priva di penne bianche (ad eccezione delle timoniere), che si riteneva residente tutto l'anno in Corea. Avvistata per l'ultima volta nel 1968, è stata a lungo ritenuta estinta, fino a quando, nel 2001, una femmina dall'aspetto identico a H. p. niger nacque in cattività nel Bayerischen Jagdfalkenhof (Germania) e fu successivamente trasferita al Tierpark Berlin. Il fatto che entrambi i suoi genitori presentassero la colorazione tipica indica che H. p. niger sia un morfo scuro estremamente raro, piuttosto che una sottospecie distinta, come già ipotizzato in precedenza. Anche uno dei discendenti della femmina scura di Berlino, un maschio nato nel 2014 e ora ospitato nello Skandinavisk Dyrepark (Danimarca), presenta lo stesso morfo scuro.

## Descrizione

### Dimensioni

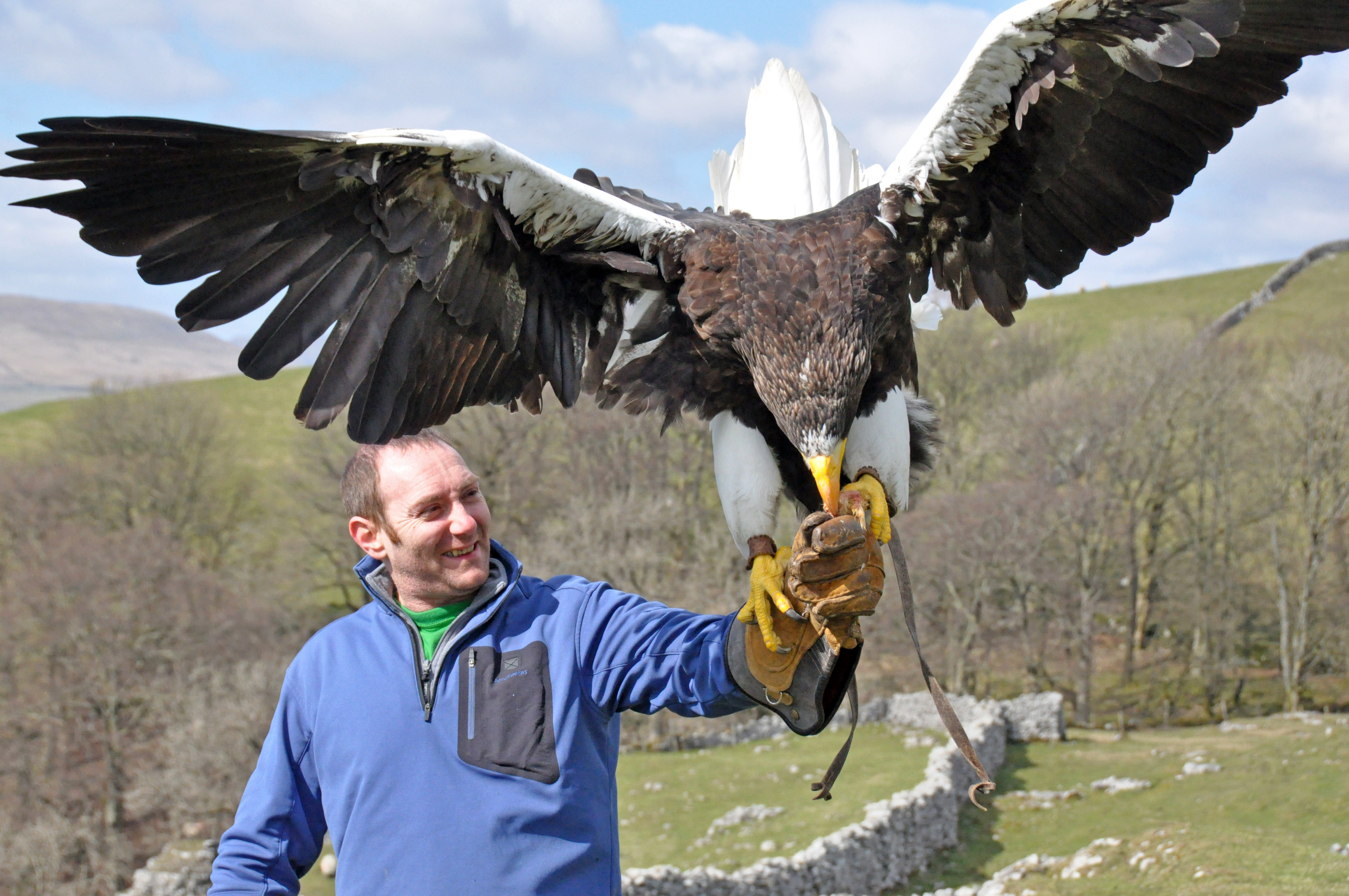
Falconiere con un'aquila di mare di Steller in Inghilterra.

L'aquila di mare di Steller è il rappresentante più grande del genere Haliaeetus e uno dei rapaci più grandi in assoluto. Le femmine pesano tra 6,2 e 9,5 kg, mentre i maschi sono significativamente più leggeri, con un peso compreso tra 4,9 e 6,8 kg. Il peso tipico varia probabilmente in base alla disponibilità alimentare stagionale e alle condizioni fisiche generali. A seconda delle fonti, oscilla tra 6,25 e 7,75 kg, senza contare, nelle medie, gli esemplari morti per avvelenamento da piombo, i quali subiscono una rapida perdita di peso prima di morire.
Il peso medio dell'aquila di mare di Steller sembra superare di circa mezzo chilo quello dell'arpia e di oltre un chilo quello dell'aquila delle scimmie. La lunghezza totale varia da 85 a 105 cm. La lunghezza media sembra aggirarsi intorno agli 89 cm nei maschi e ai 100 cm nelle femmine; questo valore medio è leggermente inferiore a quello dell'arpia e di circa 65 mm inferiore a quello dell'aquila delle scimmie.
L'apertura alare varia tra 195 e 250 cm, mentre la corda alare misura tra 560 e 680 mm. L'apertura alare dell'aquila di mare di Steller è una delle più grandi tra tutte le aquile: il suo valore medio è stimato a 213 cm da Ferguson-Lees (2001) e a 220 cm da Saito (2009). Stabilire l'apertura alare massima assoluta è più complesso: molte fonti la collocano intorno ai 245 cm. Tuttavia, fonti non documentate suggeriscono che possa raggiungere dimensioni maggiori. Tre fonti separate, purtroppo non verificate, riportano aperture alari massime di 270, 274 e 280 cm. Se questi dati fossero confermati, l'aquila di mare di Steller avrebbe l'apertura alare più grande di qualsiasi altra aquila.

### Misure standard e fisiologia

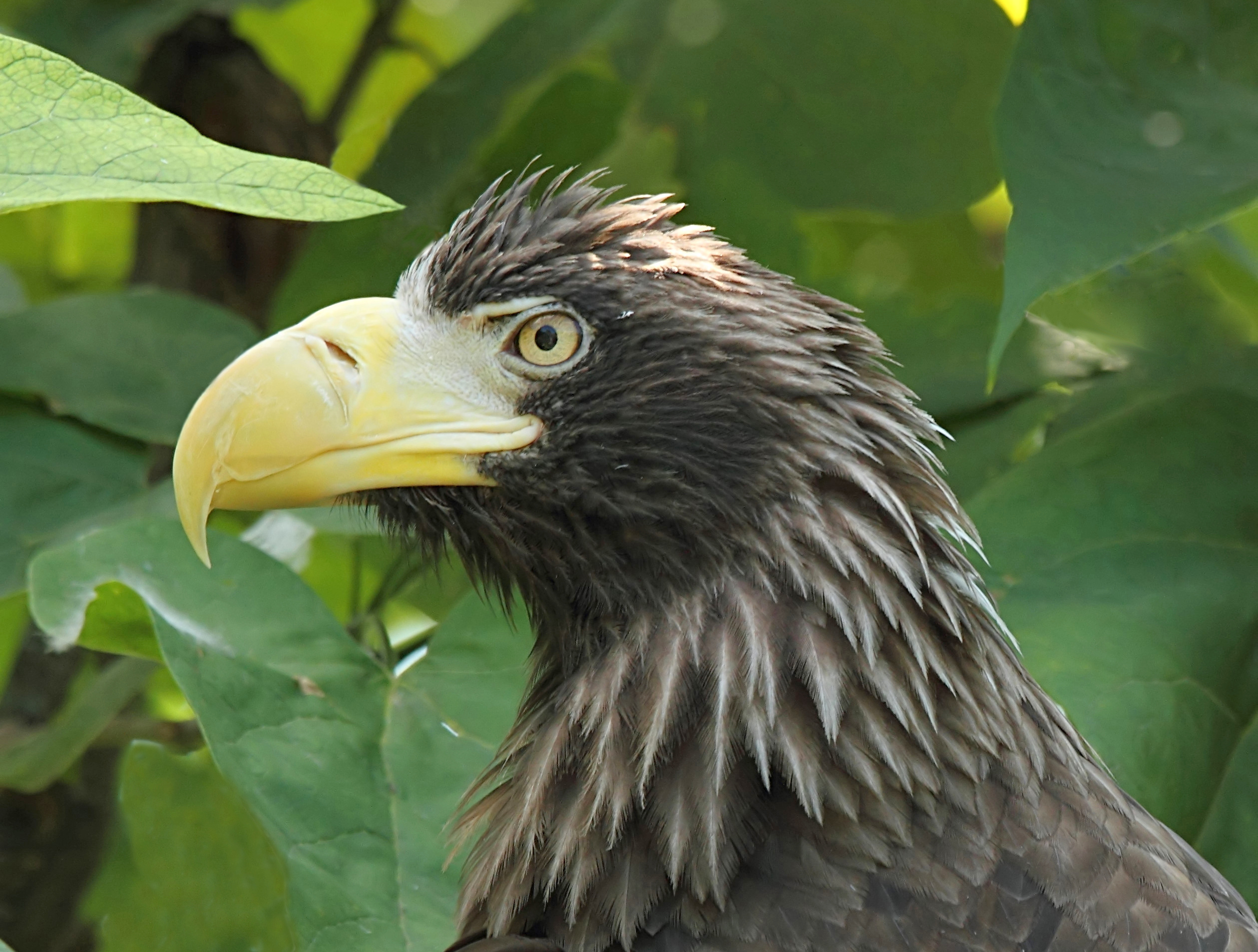
Primo piano della testa di un'aquila allo zoo di Cincinnati (Stati Uniti).

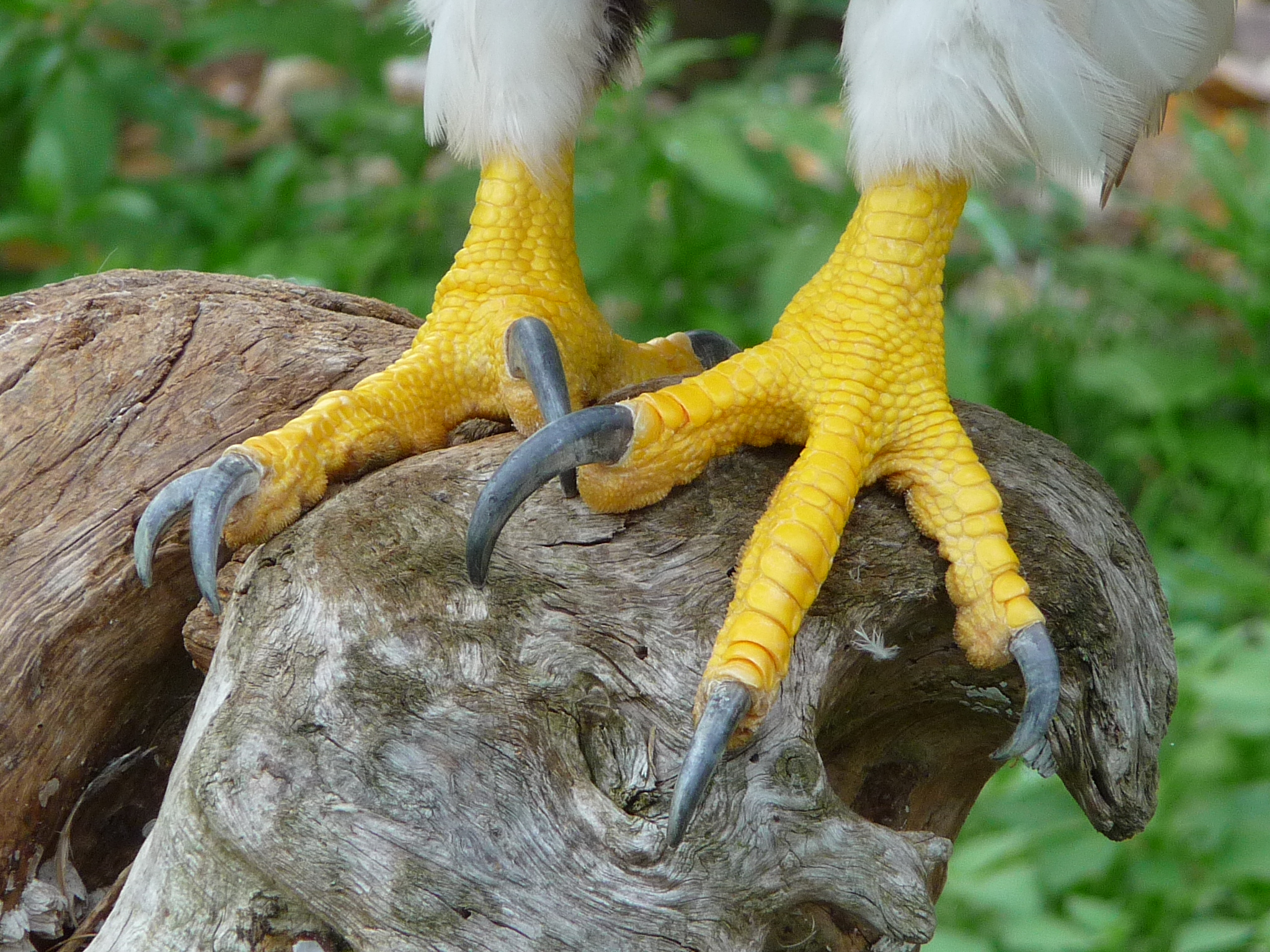
Primo piano della zampa con gli artigli uncinati.

Come nella maggior parte delle aquile del genere Haliaeetus, il tarso (35-100 mm) e la coda (320-390 mm) sono relativamente corti rispetto a quelli di altre grandi aquile. L'aquila delle scimmie può superare queste rispettivamente di 40 e 110 mm. Tutte le aquile di mare hanno dita relativamente corte e tozze, con la parte inferiore ricoperta di spicole, e artigli più corti e ricurvi rispetto a quelli delle aquile delle foreste e delle zone erbose, come le specie del genere Aquila o quelle del gruppo dell'arpia. Queste caratteristiche si sono evolute per catturare pesci piuttosto che mammiferi di medie dimensioni o grossi uccelli, sebbene questi ultimi non siano esclusi dalla loro dieta.
Come tutte le aquile di mare e la maggior parte dei rapaci pescatori, l'aquila di mare di Steller possiede spicole disposte in onde irregolari lungo tutta la superficie inferiore delle zampe, che le consentono una presa salda sui pesci, evitando che scivolino via una volta afferrati. Le sue zampe sono estremamente potenti, nonostante gli artigli non siano lunghi come quelli dell'arpia. Un veterinario della fauna selvatica è rimasto gravemente ferito quando una femmina gli ha afferrato il braccio con gli artigli, perforandolo completamente.
Il becco è particolarmente grande. Il cranio misura circa 14,6 cm, il culmen tra 62 e 75 mm, mentre l'intero becco, dall'apertura all'estremità, è lungo circa 117 mm. Probabilmente, l'aquila di mare di Steller possiede il becco più grande tra tutte le aquile, superando di poco quello dell'aquila delle scimmie, per la quale è nota un'unica misurazione del culmen (72,2 mm in una femmina adulta). È simile in robustezza a quello degli accipitridi più grandi, come gli avvoltoi del Vecchio Mondo, sebbene abbia il culmen leggermente più corto.
L'aquila di mare di Steller è l'unica aquila di mare in cui anche i giovani presentano il becco giallo e che possiede 14 timoniere anziché 12.

### Piumaggio

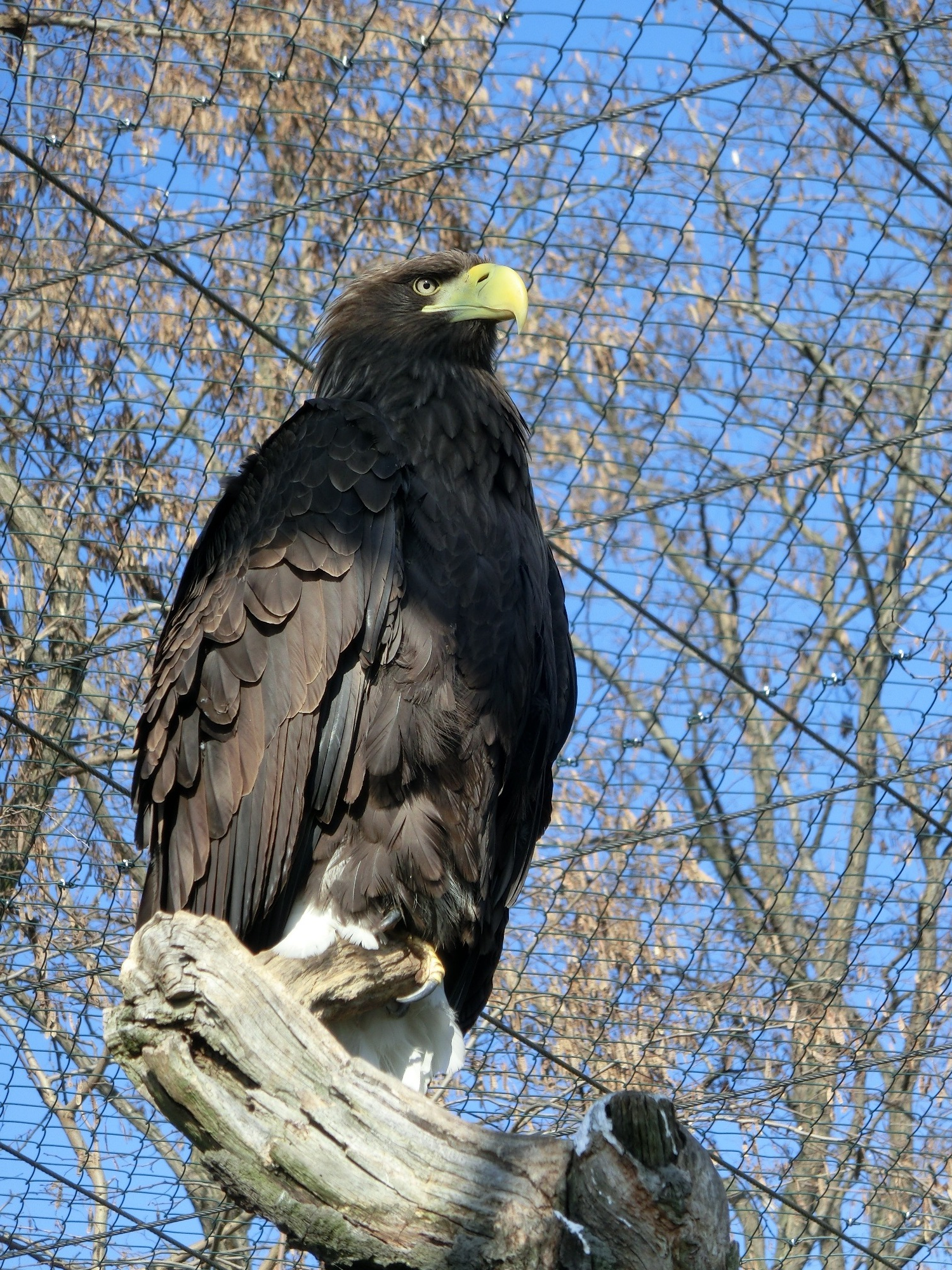
Adulto di un raro morfo scuro al Tierpark Berlin (Germania). Prima della nascita di questa femmina, che ha genitori «normali», il morfo scuro era considerato una sottospecie separata.

Gli adulti di H. pelagicus hanno un piumaggio quasi interamente marrone scuro o nero, con evidenti contrasti bianchi sulle copritrici piccole e medie della superficie superiore delle ali, su tutte le copritrici della loro superficie inferiore, sulle cosce, sulle copritrici del sottocoda e sulla coda. Quest'ultima, a forma di diamante, è relativamente più lunga rispetto a quella dell'aquila di mare codabianca. La colorazione bianca e nera degli adulti potrebbe avere un ruolo nello stabilire le gerarchie sociali al di fuori della stagione riproduttiva, sebbene questa ipotesi non sia stata confermata da studi accurati. Il già citato morfo scuro, estremamente raro e precedentemente considerato una sottospecie (H. p. niger), presenta un piumaggio quasi interamente scuro, con l'eccezione delle timoniere. Gli occhi, il becco e i piedi degli adulti sono gialli.
Alla schiusa, i pulcini sono ricoperti da un piumino bianco-seta, che presto diviene bruno-grigiastro fuligginoso. Come in altre aquile di mare, le remiganti e le timoniere del piumaggio del primo anno sono più lunghe di quelle degli adulti. Il piumaggio giovanile è prevalentemente marrone fuligginoso scuro, con occasionali striature grigio-brunastre attorno alla testa e al collo, la base delle penne bianca e macchioline chiare sulle timoniere. La coda degli immaturi è bianca con macchioline nere sulla parte distale. I giovani hanno l'iride marrone scuro, le zampe biancastre e il becco bruno-nerastro. Attraverso almeno tre piumaggi intermedi, le macchioline sulla coda diminuiscono, il piumaggio del corpo e delle ali assume riflessi bronzei e il colore di occhi e becco schiarisce. In base ai dati raccolti in cattività, il piumaggio definitivo sembra essere raggiunto tra il quarto e il quinto anno di vita. I giovani del morfo tipico e del raro morfo scuro sono simili, e la differenza diventa evidente solo con il raggiungimento del piumaggio adulto.
Il piumaggio giovanile e quello intermedio sono difficili da distinguere da quello dell'aquila di mare codabianca, presente in tutto l'areale di nidificazione di H. pelagicus. Tuttavia, oltre a una corporatura generalmente più grande e massiccia, quest'ultima può essere riconosciuta anche a distanze considerevoli grazie al suo becco più robusto, al piumaggio del corpo più scuro e uniforme, alla coda a forma di diamante e alle ali a forma di pagaia, che le distinguono dall'aquila di mare codabianca, caratterizzata da ali più squadrate. In volo, il particolare schema di colorazione della superficie inferiore delle ali è un ulteriore elemento distintivo.

### Voce
L'aquila di mare di Steller emette un caratteristico grido rauco: ra-ra-ra-raurau. Durante le interazioni aggressive, il richiamo è simile a quello dell'aquila di mare codabianca, ma più rauco. Durante la parata nuziale, all'inizio della stagione riproduttiva, maschio e femmina si scambiano richiami che ricordano quelli dei gabbiani, ma con un timbro più rumoroso e rauco.

## Distribuzione e habitat

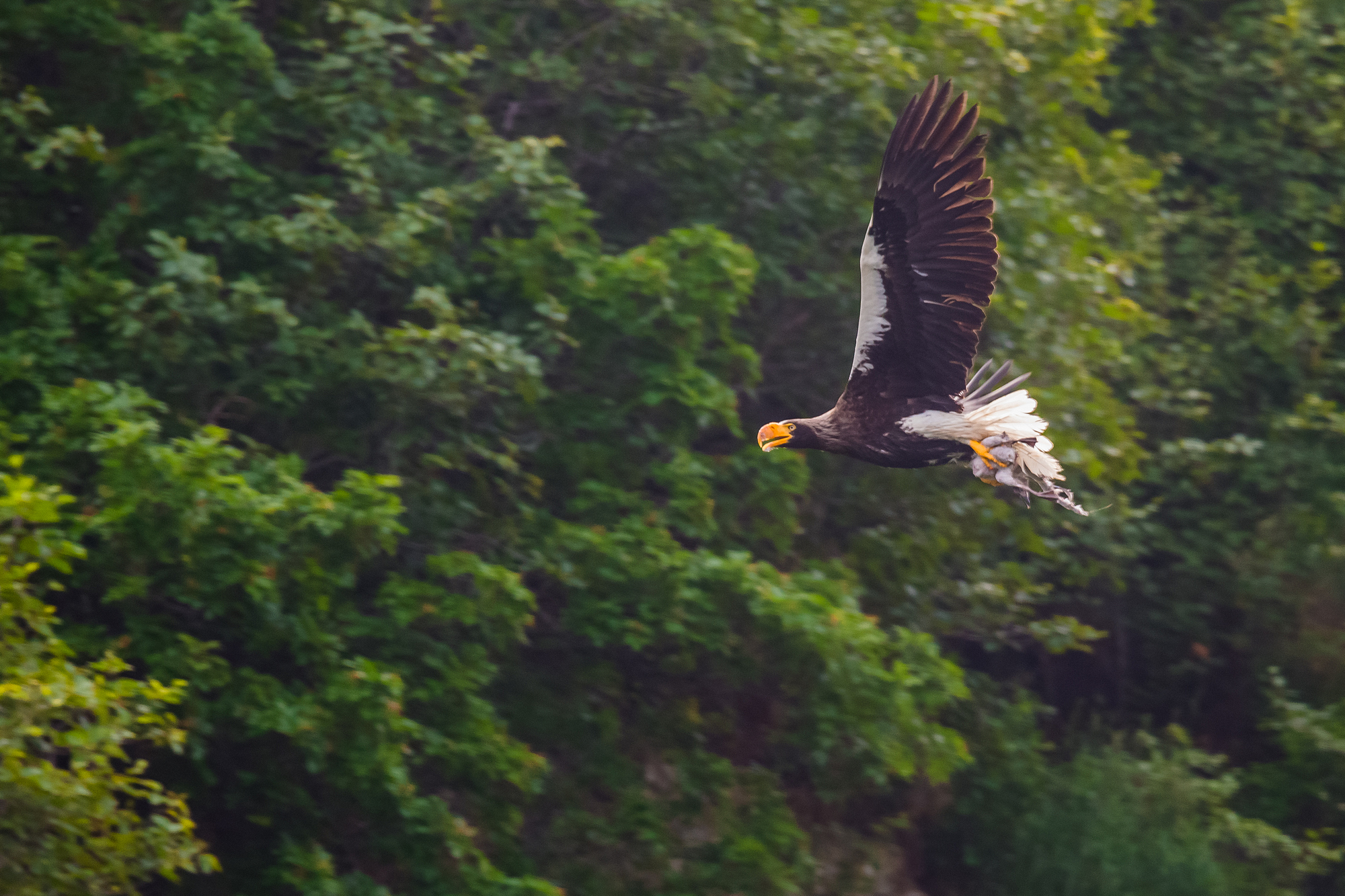
Un adulto nella riserva naturale di Magadan, in Russia, nel territorio di nidificazione della specie.

L'aquila di mare di Steller nidifica esclusivamente in Russia, nella penisola di Kamčatka, lungo la costa del mare di Ochotsk, nel bacino inferiore dell'Amur, nella parte settentrionale di Sachalin e nelle isole Šantar. Molte aquile lasciano i loro territori di nidificazione per trascorrere l'inverno in Corea, Giappone e Cina. La maggior parte degli esemplari sverna a sud dell'area di nidificazione, nelle isole Curili meridionali e a Hokkaidō. L'aquila di mare di Steller è meno incline al vagabondaggio rispetto all'aquila di mare codabianca, poiché i giovani non tendono a disperdersi su lunghe distanze come quelli di quest'ultima. Tuttavia, esemplari erratici sono stati avvistati in Nord America, in luoghi come le isole Pribilof, l'isola Kodiak e persino in Texas, Nuova Scozia, Massachusetts, Maine e Terranova. Negli ultimi cinque casi si è trattato sempre dello stesso esemplare. Altri avvistamenti sono stati registrati nell'interno dell'Asia, fino a Pechino e Jakutsk (Repubblica di Sacha), e a sud fino a Taiwan.
Le grandi dimensioni corporee (vedi anche regola di Bergmann) e la distribuzione dell'aquila di mare di Steller suggeriscono che si tratti di una specie relitta, evolutasi in una stretta fascia subartica delle coste nord-orientali dell'Asia, il cui areale è oscillato in latitudine in base ai cicli dell'era glaciale e che non è mai stata presente altrove. Costruisce il nido su grandi affioramenti rocciosi o sulla cima di alberi di grandi dimensioni lungo la costa e i grandi fiumi. Predilige le aree dove crescono betulle di Erman (Betula ermanii) e foreste alluvionali di larici, ontani, salici e pioppi. Alcuni esemplari, soprattutto quelli nidificanti lungo la costa, possono essere stanziali. La tempistica, la durata e l'entità delle migrazioni dipendono dalle condizioni del ghiaccio marino e dalla disponibilità di cibo.
In Kamčatka, le aquile svernano nelle foreste e nelle vallate fluviali vicino alla costa, ma sono distribuite irregolarmente in tutta la penisola. Sembra che la maggior parte degli esemplari svernanti siano adulti stanziali. Le aquile migratrici volano verso sud per svernare nei fiumi e nelle zone umide del Giappone, ma occasionalmente si spostano anche nelle aree montuose dell'interno invece che lungo la costa. Ogni inverno, migliaia di aquile vengono spinte verso sud dai ghiacci alla deriva sul mare di Ochotsk, raggiungendo Hokkaidō alla fine di gennaio.
Il numero di aquile raggiunge il picco nello stretto di Nemuro alla fine di febbraio. A Hokkaidō, si concentrano lungo le zone costiere e sui laghi vicini, insieme a un numero considerevole di aquile di mare codabianca. Da qui partono tra la fine di marzo e la fine di aprile, con gli adulti che generalmente partono prima degli immaturi. Durante la migrazione, le aquile tendono a spostarsi lungo la costa e vengono solitamente osservate mentre volano in solitaria. Quando sono state viste in gruppo, i vari membri procedevano distanziati di 100-200 m tra loro. In Kamčatka, la maggior parte degli esemplari migratori sono individui con piumaggi di transizione. Sporadicamente, questi uccelli sono stati avvistati mentre volavano sopra il Pacifico settentrionale o posati sul ghiaccio marino durante l'inverno.

### Esemplari erratici
Occasionalmente, alcuni esemplari hanno raggiunto l'Alaska occidentale, ma nel dicembre 2021, per la prima volta, è stata documentata la presenza di un individuo nei 48 Stati continentali. Avvistato per la prima volta il 30 agosto 2020 nei pressi del parco nazionale di Denali, in Alaska, l'esemplare fece perdere le sue tracce fino a quando, non molto tempo dopo una tempesta invernale, un'aquila della stessa specie venne fotografata a Victoria, in Texas. L'avvistamento è stato confermato dal Texas Bird Records Committee, e già allora gli studiosi ipotizzarono che potesse trattarsi dello stesso individuo osservato a Denali, sebbene le foto non fossero sufficienti a confermarne l'identità. Questo avvistamento ha rappresentato la prima segnalazione ufficiale della specie negli Stati Uniti continentali. L'aquila è stata successivamente avvistata in diverse località del New Brunswick, del Quebec e della Nuova Scozia durante l'estate, fino a novembre. A dicembre, è stata osservata sul fiume Taunton, nel Massachusetts, per poi spostarsi a nord, lungo la costa del Maine (Georgetown, Boothbay e Pemaquid). Più recentemente, è stata vista sulla costa orientale di Terranova il 22 aprile 2022. All'inizio del 2023, è stata nuovamente avvistata nel Maine, lungo la costa di Georgetown. I disegni dell'ala indicano che si tratti sempre dello stesso individuo.

## Biologia

### Alimentazione

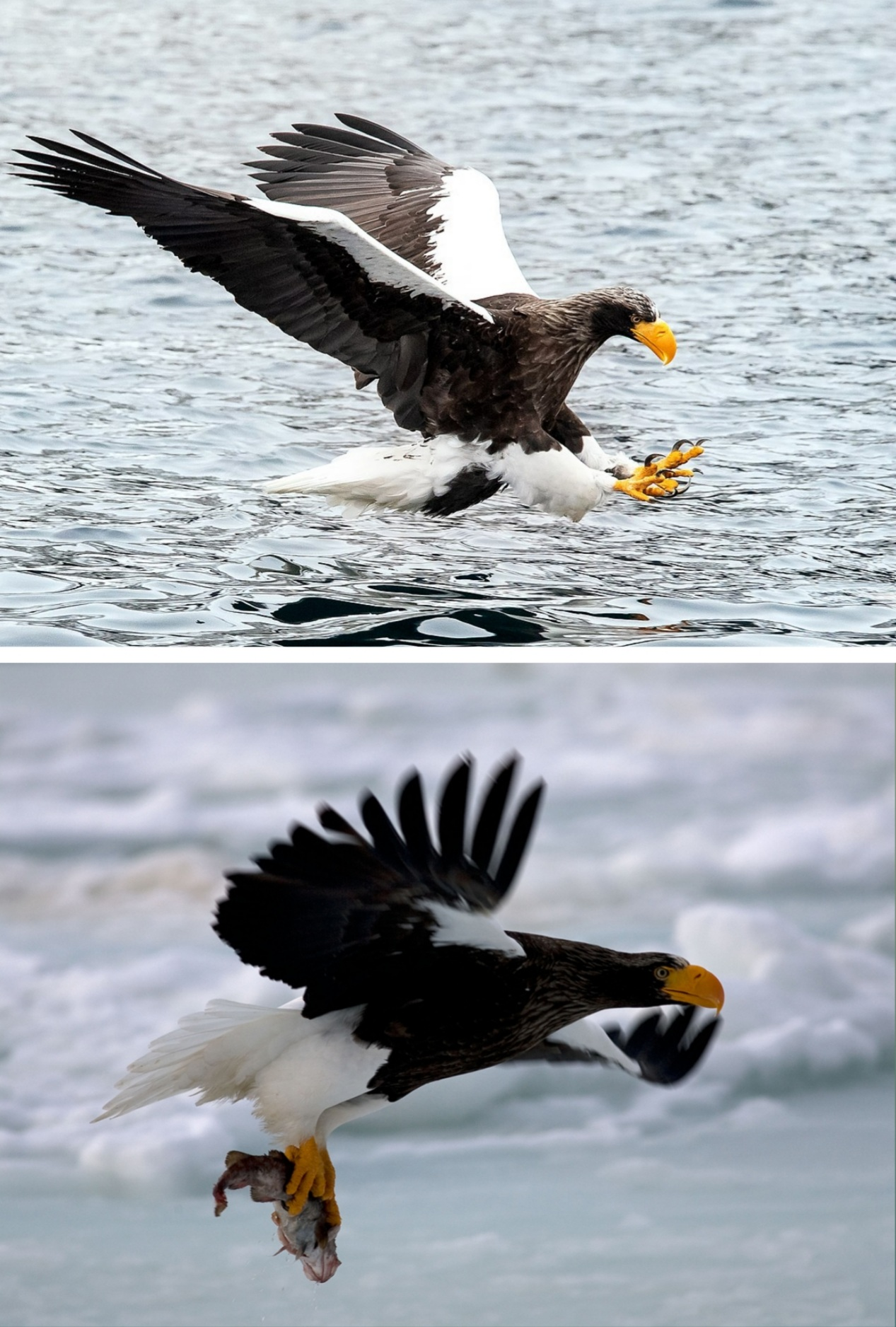
Aquila di mare di Steller vicino a Rausu (Hokkaidō) mentre cattura e poi trasporta un pesce.

L'aquila di mare di Steller si nutre principalmente di pesce. Negli ambienti fluviali, le sue prede preferite sono i salmoni e le trote appartenenti al genere Oncorhynchus (salmoni del Pacifico). Tra questi, i più catturati sono il salmone gobbo (O. gorbuscha) e il salmone cane (O. keta), spesso accompagnati da grandi quantità di temoli (Thymallus spp.) e spinarelli comuni (Gasterosteus aculeatus). Sebbene il salmone gobbo e il salmone cane adulti pesino in media circa 2,2 e 5 kg rispettivamente, l'aquila di mare di Steller può catturare esemplari che raggiungono i 6 o persino i 7 kg. Nelle zone costiere, le aquile nidificanti predano pesci lupo di Bering (Anarhichas orientalis), Hemitripterus villosus, lompi lisci (Aptocyclus ventricosus) e Myoxocephalus spp. Come la maggior parte delle aquile del genere Haliaeetus, caccia quasi esclusivamente in acque poco profonde. Sui fiumi più produttivi, durante il periodo della fregola (agosto-settembre), è possibile osservare un numero relativamente elevato di questi uccelli, generalmente solitari, intenti ad approfittare dell'abbondanza di pesce.
In Kamčatka sono state segnalate aggregazioni di fino a 700 aquile, ma in genere i gruppi sono più piccoli. In estate, i piccoli nel nido vengono alimentati con pesci vivi di lunghezza compresa tra 20 e 30 cm. Normalmente, i genitori catturano circa due o tre pesci al giorno per nutrire la prole. In autunno, quando molti salmoni muoiono dopo aver deposto le uova, i pesci morti diventano la principale fonte di cibo per le aquile di mare di Steller che svernano nei fiumi dell'interno, le cui acque non gelano completamente.
A Hokkaidō, le aquile sono attratte dalla grande quantità di merluzzi del Pacifico (Gadus macrocephalus), che nel mare di Rausu e nello stretto di Nemuro raggiungono il picco a febbraio. Questa risorsa alimenta un'importante attività di pesca commerciale, che, a sua volta, contribuisce a nutrire le aquile. Il pollock dell'Alaska (Gadus chalcogrammus), insieme al merluzzo, è una delle principali fonti di cibo per le aquile svernanti in Giappone. Alcuni esemplari si avvicinano a pochi metri dai pescatori in inverno per cercare cibo, ma solo se già familiari con loro. Se sono presenti estranei, le aquile si comportano con maggiore cautela, mantenendo le distanze.

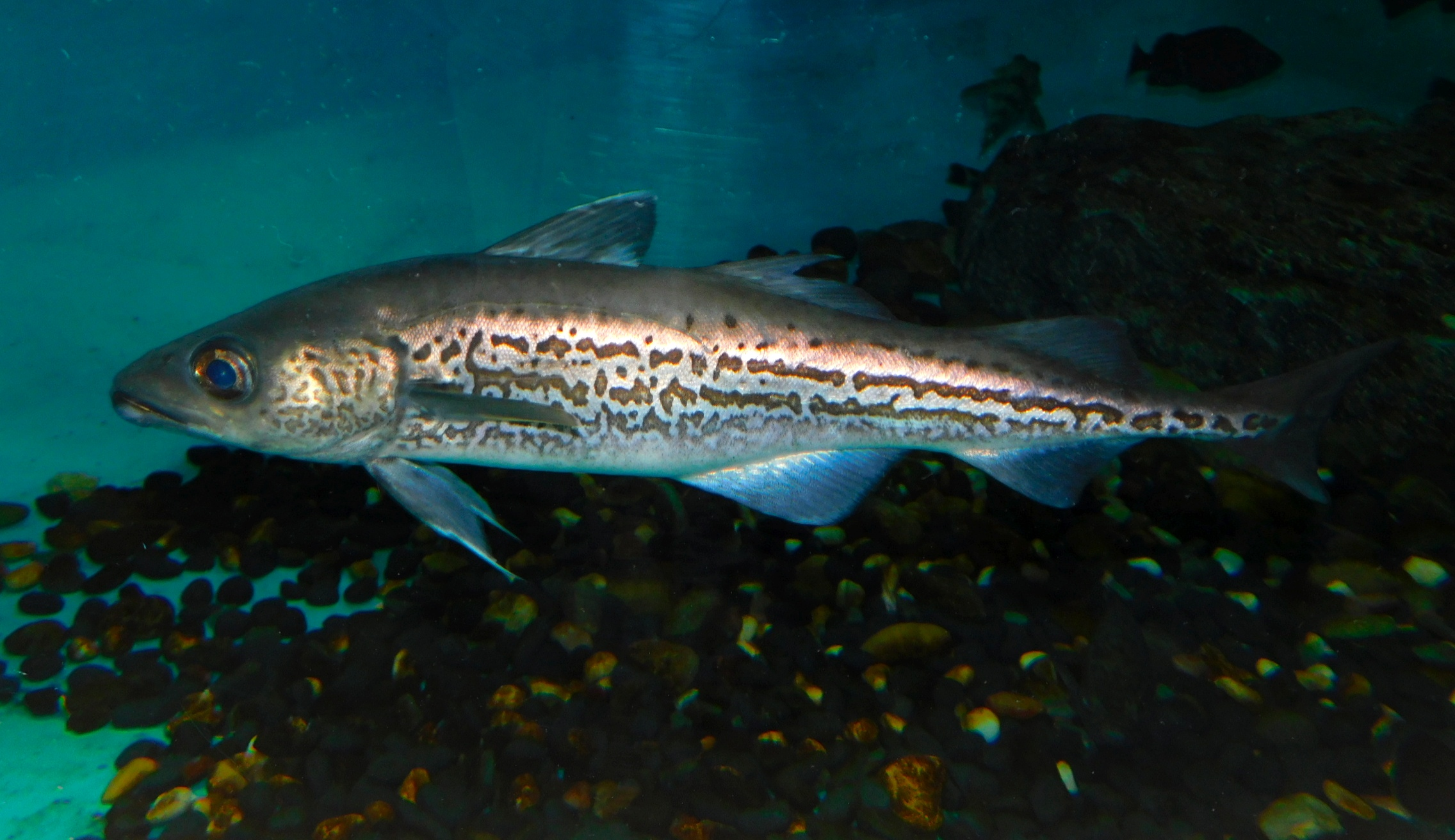
Il pollock dell'Alaska, una delle principali fonti di cibo delle aquile di mare di Steller che svernano in Giappone.

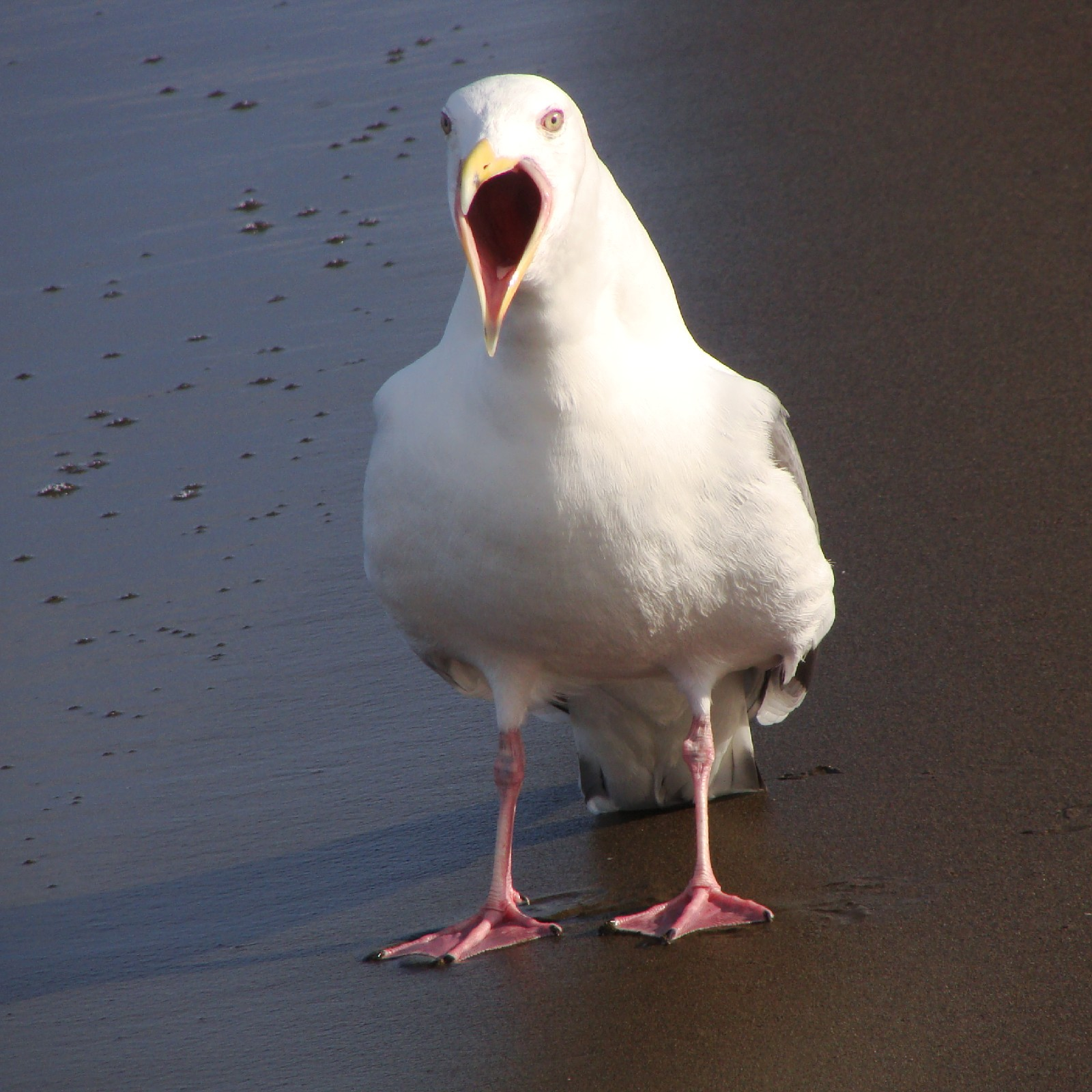
Il gabbiano della Kamčatka, una delle principali specie di uccelli che vengono catturate dall'aquila.

I pesci costituiscono circa l'80% della dieta delle aquile che nidificano sul fiume Amur; altrove, le altre prede rappresentano una percentuale simile della dieta. Lungo la costa e in Kamčatka, le prede più comuni sono gli uccelli acquatici: anatre, oche, cigni, gru, aironi e gabbiani. In alcune zone, la specie mostra una forte preferenza per i gabbiani dorsoardesia (Larus schistisagus).
Le urie comuni e le urie di Brünnich (Uria aalge e U. lomvia, rispettivamente) sono le prede dominanti nel mare di Ochotsk, seguite dal gabbiano tridattilo (Rissa tridactyla), dal gabbiano dorsoardesia, dall'alca minore crestata (Aethia cristatella) e dal cormorano pelagico (Urile pelagicus). Talvolta, piccoli nidiacei di uria e cormorano vengono catturati vivi e portati al nido, dove si nutrono autonomamente dei resti di pesce prima di essere uccisi. In alcune aree, i tetraonidi di montagna, come il gallo cedrone orientale (Tetrao parvirostris), la pernice bianca (Lagopus muta) e la pernice bianca nordica (L. lagopus), costituiscono una fonte alimentare importante; diversamente dalle altre aquile del genere Haliaeetus, questa specie sembra predarli più frequentemente. Tra gli altri uccelli predati figurano il gufo di palude (Asio flammeus), il gufo delle nevi (Bubo scandiacus), la cornacchia nera (Corvus corone) e il corvo imperiale (C. corax), nonché, seppur raramente, piccoli passeriformi. In un caso, un'aquila di mare di Steller è stata osservata mentre si nutriva di un albatro (Diomedea spp), un raro visitatore accidentale dagli oceani subantartici. Opportunisticamente, può integrare la dieta con mammiferi (soprattutto lepri), granchi, mitili, vermi del genere Nereis e calamari.
L'aquila di mare di Steller è in grado di catturare con facilità anche mammiferi carnivori. Tra le prede documentate vi sono lo zibellino (Martes zibellina), il visone americano (Neogale vison), la volpe artica (Vulpes lagopus), la volpe rossa (V. vulpes) e persino piccoli cani domestici (Canis familiaris). Sono stati segnalati anche roditori come l'arvicola boreale (Clethrionomys rutilus) e l'arvicola del Nord (Alexandromys oeconomus). Durante l'inverno, le carogne diventano una parte importante della dieta, soprattutto quelle di mammiferi. Circa il 35% delle aquile svernanti in Giappone si nutre principalmente di carcasse di cervo sika (Cervus nippon). Gli esemplari immaturi possono frequentare i macelli per rubare pezzi di frattaglie. Occasionalmente, questa specie è stata vista catturare giovani foche. Uno studio (Brown & Amadon) ha stimato che alcuni cuccioli di foca prelevati in volo pesassero almeno 9,1 kg, il che, se verificato, rappresenterebbe il record di peso trasportato in volo da un uccello. Tuttavia, il peso effettivo non è mai stato confermato. Foche e leoni marini di qualsiasi dimensione vengono spesso consumati sotto forma di carogne e, grazie all'enorme becco, possono essere smembrati sul posto invece di essere trasportati in volo.
L'aquila di mare di Steller caccia prevalentemente da un posatoio su un albero o su una sporgenza rocciosa, situati a 5-30 m sopra l'acqua, ma può anche cacciare in volo, planando a 6-7 m di altezza prima di scendere in picchiata. A volte, può cacciare anche stando in piedi nell'acqua poco profonda, su una riva, un banco di sabbia o un lastrone di ghiaccio, afferrando i pesci di passaggio. Rispetto alle sue parenti, l'aquila di mare codabianca e l'aquila di mare testabianca, questa specie si dimostra un predatore più «aggressivo, potente e attivo». In presenza di altri esemplari, il cleptoparassitismo è comune, soprattutto durante i periodi di abbondanza di cibo. Anche tra specie diverse si registrano episodi di cleptoparassitismo: l'aquila reale (Aquila chrysaetos), l'aquila di mare codabianca e persino l'avvoltoio monaco (Aegypius monachus) sono stati osservati mentre interagivano con le aquile di mare di Steller per contendersi il cibo.

### Riproduzione

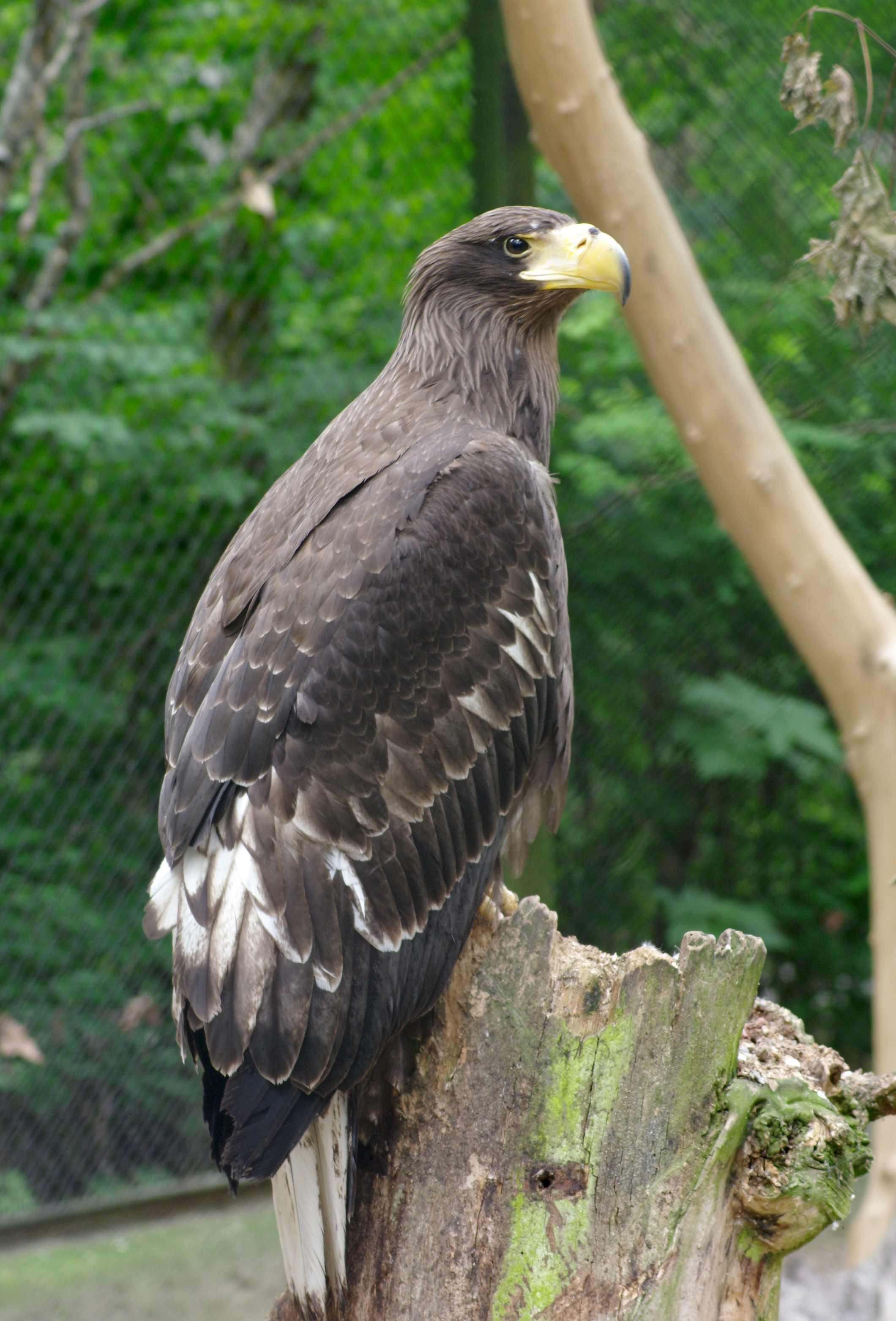
Un immaturo allo zoo di Łódź (Polonia). Impiegherà diversi anni per raggiungere la maturità e indosserà il piumaggio adulto a quattro anni.

L'aquila di mare di Steller costruisce numerosi nidi voluminosi, fatti di ramoscelli e legnetti, che possono raggiungere 1,5 m di altezza e 2,5 m di diametro. Di solito, posiziona i nidi in cima agli alberi o su affioramenti rocciosi, a un'altezza compresa tra 15 e 20 m dal suolo, talvolta fino a 45 m sugli alberi. I nidi alternativi vengono generalmente costruiti entro un raggio di 900 m l'uno dall'altro. In un caso, sono stati scoperti due nidi attivi situati a meno di 100 m di distanza.
Il corteggiamento avviene solitamente tra febbraio e marzo e consiste in un volo in quota sopra il sito di nidificazione. Si riteneva che le coppie di aquile di mare rimanessero fedeli per tutta la vita, ma studi di genetica molecolare hanno rivelato che alcuni pulcini presentano una stretta parentela con quelli di altri nidi. Questo potrebbe suggerire la presenza di poligamia occasionale tra gli esemplari che nidificano in colonie, sebbene non si possa escludere che i genitori dei pulcini in questione possano essere imparentati. Le aquile di mare di Steller si accoppiano nel nido dopo averlo costruito.
Le prime uova, di colore bianco-verdastro, vengono deposte tra aprile e maggio. Queste, leggermente più grandi di quelle dell'arpia, misurano tra 78 e 85 mm di lunghezza e tra 57,5 e 64,5 mm di larghezza, con un peso medio di circa 160 g. Ciascuna covata comprende da una a tre uova, con una media di due. Solitamente, solo un pulcino riesce a raggiungere l'età adulta, ma in alcuni casi fino a tre nidiacei sono riusciti a sopravvivere fino all'involo. Dopo un periodo di incubazione di circa 39-45 giorni, le uova si schiudono. I nidiacei sono inetti e alla schiusa sono ricoperti da un piumino biancastro. Gli aquilotti si involano tra agosto e l'inizio di settembre. Raggiungono il piumaggio adulto all'età di quattro anni, ma generalmente non si riproducono prima del quinto o sesto anno di vita.
Uova e nidiacei molto piccoli possono essere predati da mammiferi arboricoli, come zibellini ed ermellini, e da alcuni uccelli, generalmente corvidi. Questi piccoli e astuti predatori fanno affidamento sulla furtività per saccheggiare i nidi, ma rischiano di essere uccisi se scoperti da uno dei genitori. Una volta che i giovani raggiungono dimensioni simili a quelle di un adulto, pochi predatori possono minacciare questa specie. In un'occasione, un orso bruno (Ursus arctos) riuscì ad accedere a un nido situato su una formazione rocciosa e divorò un aquilotto prossimo all'involo, ma si ritiene che si sia trattato di un evento eccezionale. I nidiacei in età dell'involo che si trovano su alberi sono probabilmente invulnerabili ai predatori: fatta eccezione per l'orso dal collare (Ursus thibetanus), che finora non è mai stato segnalato come suo predatore, nessun altro carnivoro di grandi dimensioni presente nell'areale dell'aquila è in grado di arrampicarsi sugli alberi.
A causa della predazione da parte di razziatori di uova e del crollo dei nidi, solo il 45-67% delle uova riesce a svilupparsi con successo fino all'involo, e fino al 25% dei nidiacei può andare perduto. Tuttavia, una volta raggiunta l'età adulta, l'aquila di mare di Steller non ha predatori naturali.

## Conservazione

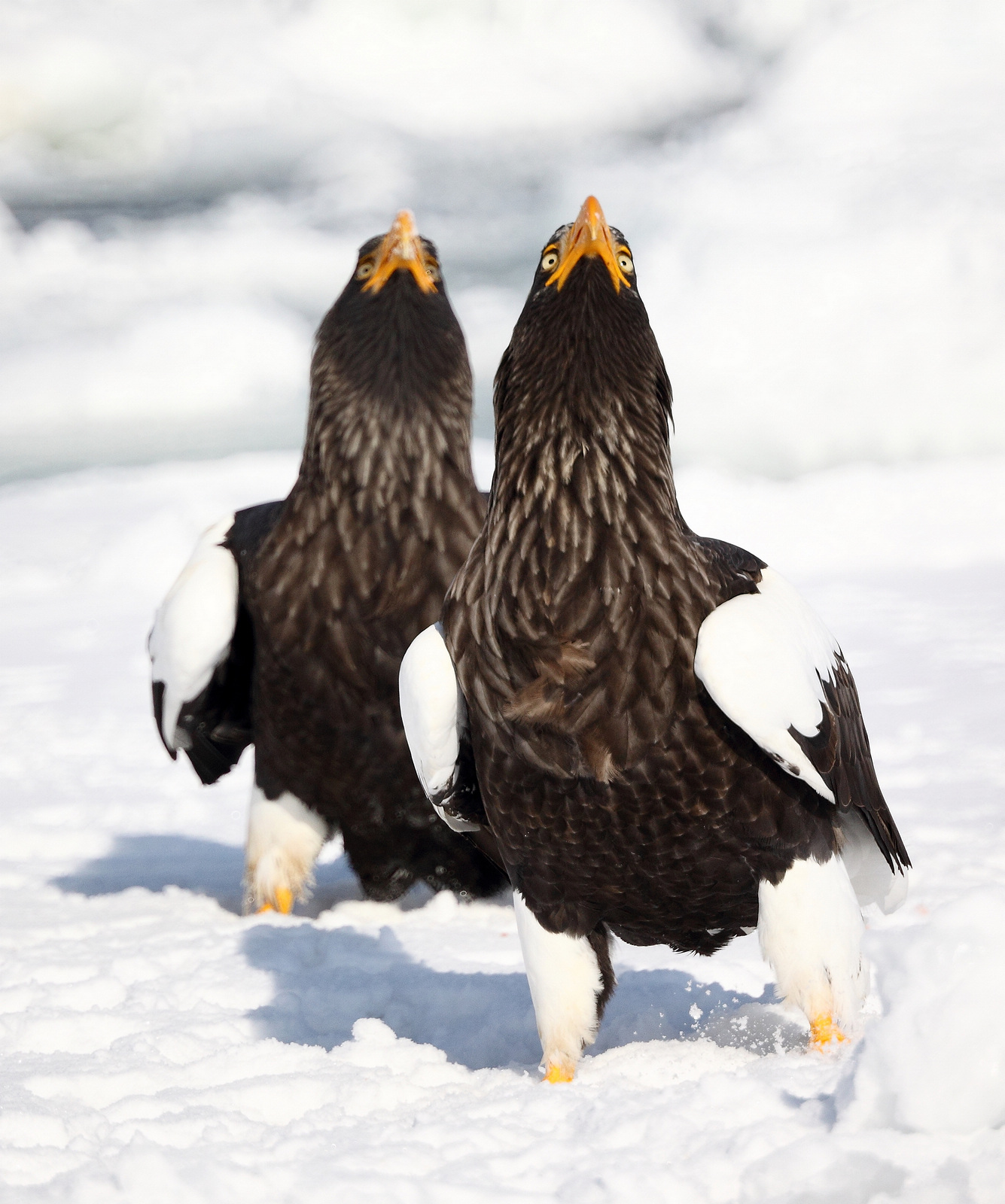
Molte aquile di mare di Steller svernano in Giappone, dove sono protette e classificate come tesoro nazionale.

L'aquila di mare di Steller è classificata come «specie vulnerabile» dalla IUCN. Pur essendo legalmente protetta – è considerata un tesoro nazionale in Giappone e, in Russia, vive principalmente in aree protette – la specie affronta ancora numerose minacce alla sua sopravvivenza. Tra le principali vi sono l'alterazione dell'habitat, l'inquinamento industriale e la pesca eccessiva, che riduce la disponibilità della sua principale fonte di cibo. La popolazione attuale è stimata intorno alle 5000 unità ed è in diminuzione.
In alcuni casi, forti inondazioni – possibili conseguenze del cambiamento climatico globale – hanno portato al quasi totale fallimento della riproduzione delle coppie nidificanti lungo i fiumi russi. L'innalzamento del livello dell'acqua ha reso estremamente difficile per i genitori catturare i pesci necessari alla sopravvivenza dei nidiacei. Inoltre, in Russia, la specie è ancora perseguitata a causa della sua abitudine di rubare le prede dalle trappole dei cacciatori di pellicce. In alcune aree, la scarsità di altre prede accessibili ha spinto le aquile di Hokkaidō a spostarsi sempre più nell'entroterra per cibarsi delle carcasse di cervo sika (Cervus nippon) lasciate dai cacciatori, esponendosi così al rischio di avvelenamento da piombo dovuto all'ingestione di frammenti di proiettili.
In Kamčatka sono state censite 320 coppie, escluse quelle presenti in altri 89 siti di nidificazione che non vengono monitorati. Sui Monti dei Coriacchi e lungo la baia della Penžina nidificano oltre 1200 coppie, con almeno 1400 giovani registrati. Circa 500 coppie vivono nel territorio di Chabarovsk, lungo la costa del mare di Ochotsk, e altre 100 nelle isole Šantar. Altre 600 coppie nidificano nel bacino inferiore dell'Amur, mentre circa 280 sono presenti sull'isola di Sachalin e un numero inferiore nelle isole Curili. La popolazione totale stimata è di circa 3200 coppie nidificanti. Probabilmente fino a 3500 esemplari svernano in Kamčatka, mentre circa altri 2000 trascorrono l'inverno a Hokkaidō.
Nonostante la riduzione della popolazione, il futuro della specie appare relativamente stabile. Al di fuori dell'areale riproduttivo, la disponibilità di cibo è stata finora sufficiente a sostenere le popolazioni svernanti.